# Jurki (wieś w powiecie oleckim)
Jurki – wieś w Polsce położona w województwie warmińsko-mazurskim, w powiecie oleckim, w gminie Świętajno.
W latach 1975–1998 miejscowość należała administracyjnie do województwa suwalskiego.
Wieś założona w 1560 roku na prawie chełmińskim na 50 włókach. Zasadźcą był Jurek Kowalewski (od jego imienia pochodzi nazwa wsi), pochodzący z Miluk w starostwie ełckim, który nabył od starosty książęcego Krzysztofa Glaubitza pięć włók boru na sołectwo i zobowiązał się osiedlić osadników. W dokumentach pojawiają się określenia wsi: Jurken, Jurgken, Jurcken, wreszcie w 1938 roku przyjęto urzędową nazwę wsi Jürgen. Liczyła ona wtedy 308 mieszkańców.
15.02.1946 roku w Jurkach III Brygada Wileńska NZW dokonała zasadzki na grupę członków PPR i ZWM. Zastrzelonych zostało 5 osób. Następnego dnia brygada została rozbita przez grupę operacyjną NKWD-UB-MO koło wsi Gajrowskie.